# Zu Unserer Lieben Frau (Wippingen)

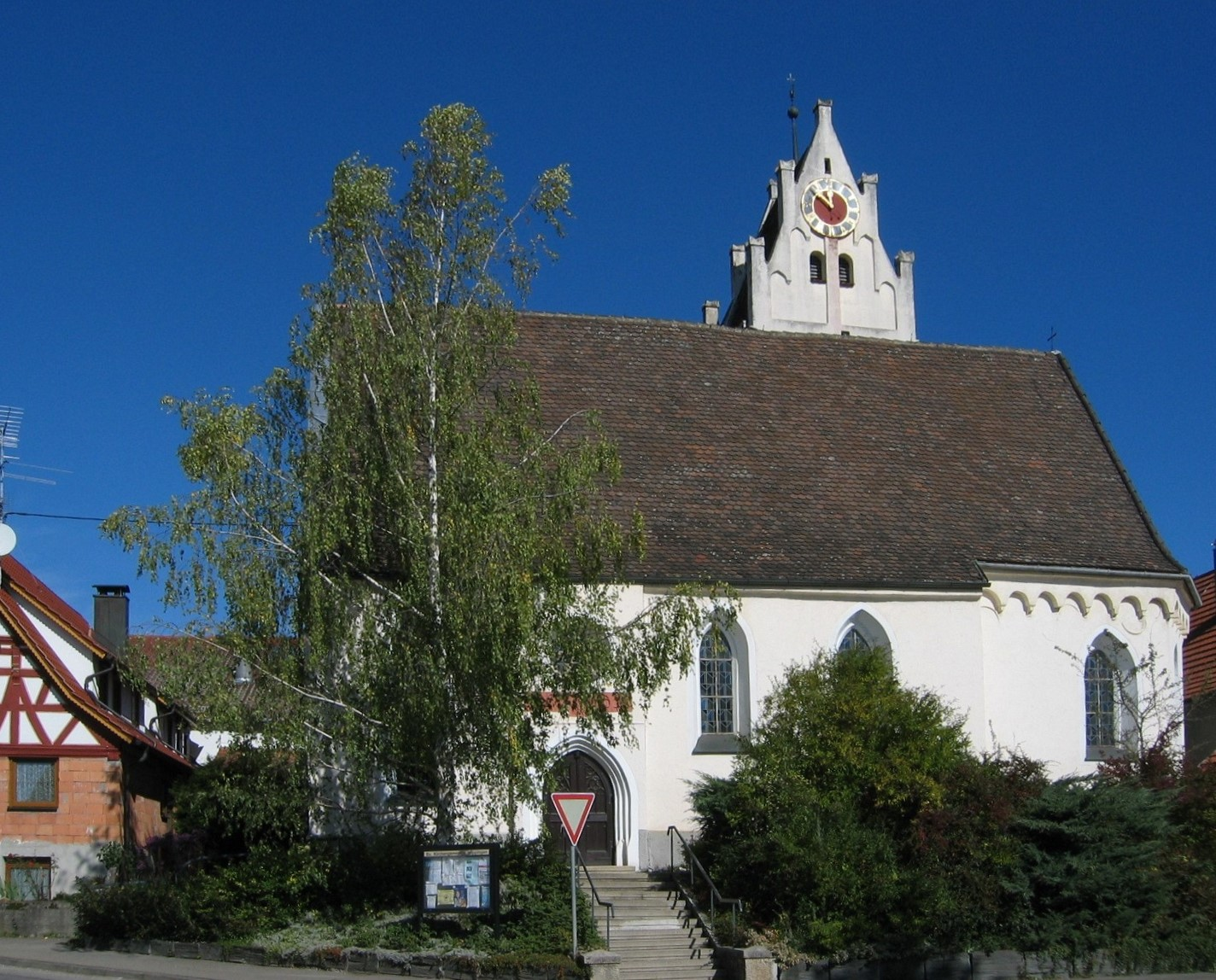
Zu Unserer Lieben Frau in Wippingen

Die evangelische Kirche Zu Unserer Lieben Frau steht in Wippingen, einem Stadtteil von Blaustein im Alb-Donau-Kreis in Baden-Württemberg. Die Kirchengemeinde gehört zum Kirchenbezirk Blaubeuren in der Evangelischen Landeskirche in Württemberg. Das Bauwerk ist beim Landesamt für Denkmalpflege Baden-Württemberg als Baudenkmal eingetragen.

## Beschreibung

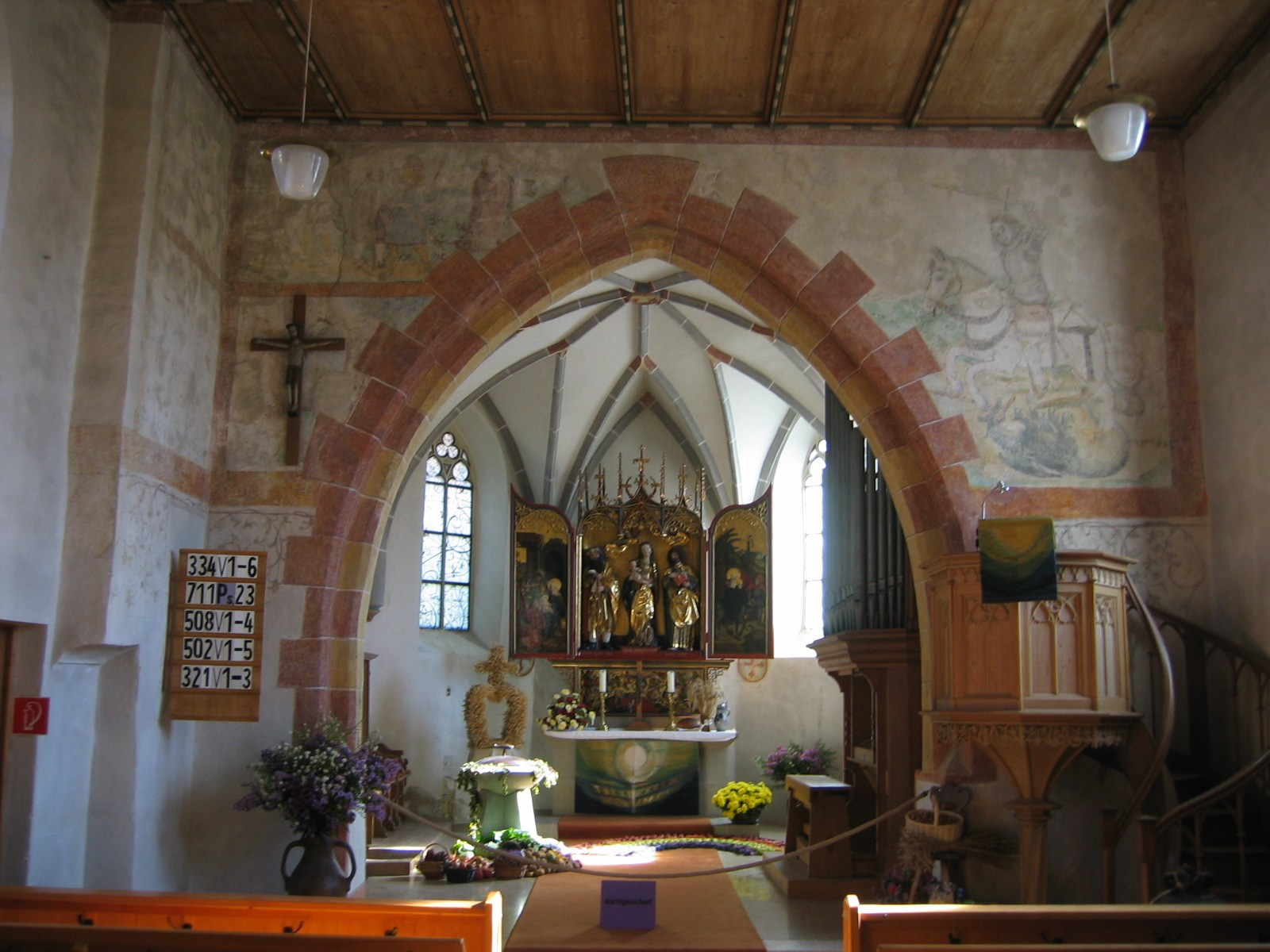
Chorraum

Die 1472 gebaute Saalkirche besteht aus einem Langhaus, einem eingezogenen, dreiseitig geschlossenen Chor im Osten und einem Chorflankenturm an der Nordwand des Chors, der quer mit einem Satteldach zwischen Staffelgiebeln bedeckt ist, in denen dich die Zifferblätter der Turmuhr und die Klangarkaden des dahinter liegenden Glockenstuhls befinden. 
Die Fresken an den Wänden des Innenraums stammen aus den Jahren ab 1490. An der Nordwand ist eine Schutzmantelmadonna zu sehen. Ein Altar gelangte als Folge des reformatorischen Bildersturms im Ulmer Münster nach Wippingen. Er stand zunächst an der Nordwand und wurde anlässlich der Kirchenrenovierung 1950 in den Chor versetzt. Die Brüstung der Empore wurde 1861 mit Bildern der zwölf Apostel geschmückt.  Die Orgel mit sieben Registern auf einem Manual und Pedal wurde 1950 als Opus 797 von der Giengener Orgelmanufaktur Gebr. Link gebaut. Eine Sanierung erfolgte 1990 durch Orgelbau Tzschöckel.